# Trefilagem

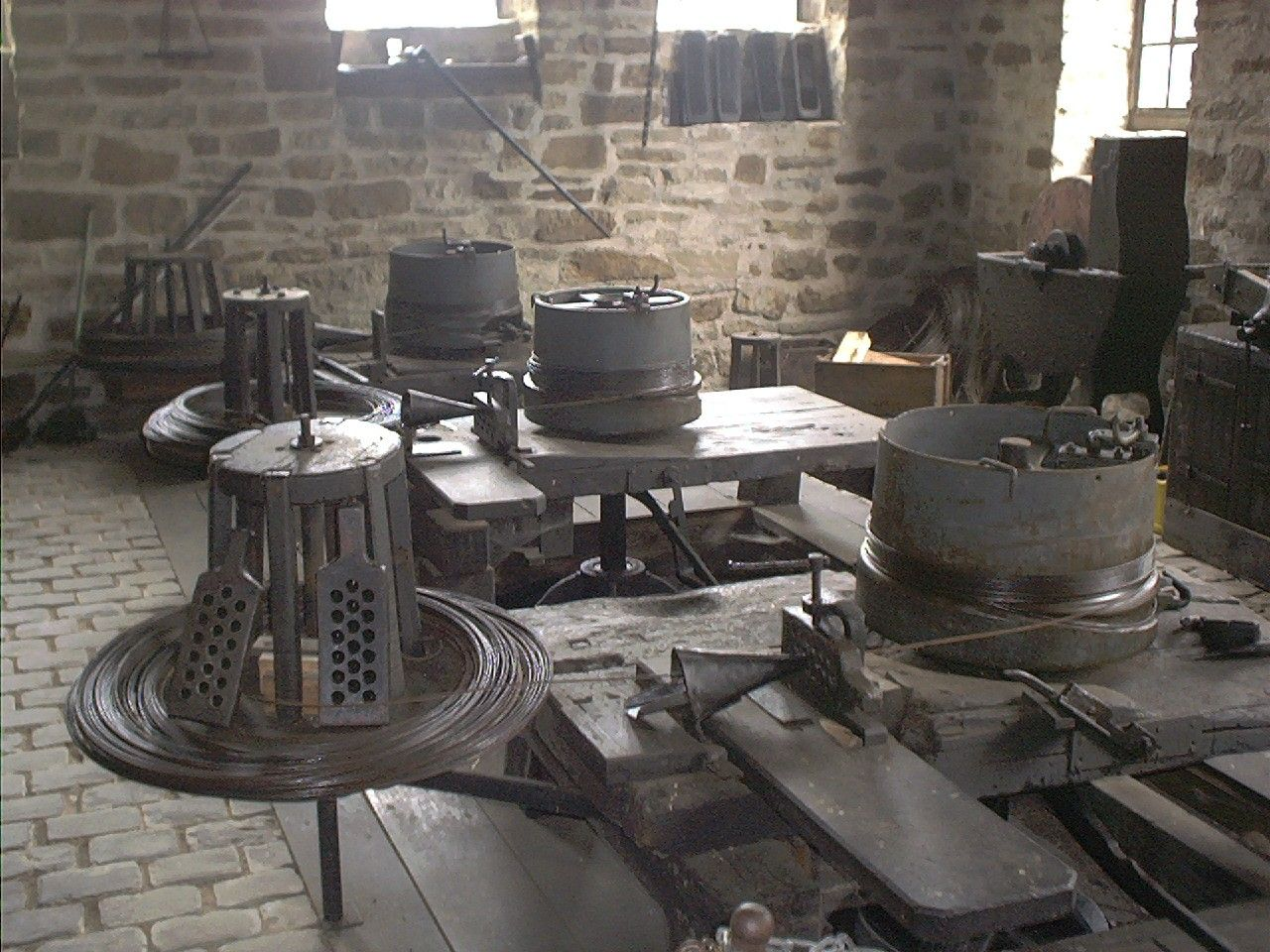
Antiga máquina utilizada para produzir arame, mostrando várias fieiras

Trefilagem, ou Trefilação, é o processo de fabricação de arame e barras finas de metal. É um processo industrial que acarreta na redução da seção transversal (largura) e respectivo aumento no comprimento do material. Consiste na Tração da peça através de uma matriz chamada fieira ou trefila, com forma de canal convergente.
O processo de trefilação consiste em puxar o metal através de uma matriz, por meio de uma força de tração a ele aplicada na saída da matriz. A maior parte do escoamento plástico é causada por esforços de compressão resultantes da reação do metal com a matriz. Geralmente a parte metálica apresenta simetria circular, embora isto não seja um requisito necessário.
Existem muitas aplicações para a trefilagem como produção de fios elétricos, cabos, clipes de papel, corda para instrumentos musicais e raio para rodas.
Da redução sucessiva de diâmetro de uma barra metálica maciça podem resultar barras, vergalhões e arames, dependendo do diâmetro do produto final.
Por outro lado, a trefilação pode também ser realizada em tubos ocos e, neste caso, existem diversas técnicas empregadas, com a utilização, ou não, de um mandril interno ao tubo que permite um melhor controle da espessura final.
Geralmente os processos de trefilação são realizados à temperatura ambiente; todavia, uma vez que as deformações envolvidas são normalmente grandes, ocorre um aumento considerável de temperatura durante a operação.

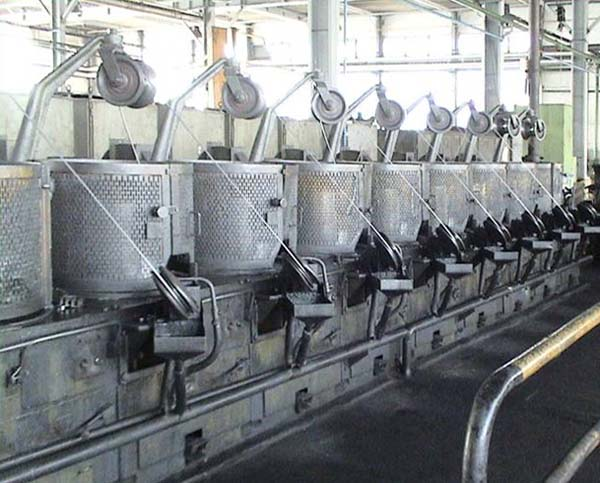
Máquina para trefilagem

## Processos

### Trefilação a Frio
Esse tipo de trefilação é usado para metais de rede CFC (Cúbico de Face Centrado). O fio é preparado de forma que se prenda na tarraxa da trefila, sendo então 'puxado'. A medida que o fio é puxado através da tarraxa, o seu volume permanece o mesmo, o diâmetro diminui e o seu comprimento aumenta. Geralmente, são usadas mais de uma tarraxa seguidas umas das outras, reduzindo sucessivamente o diâmetro.
No processo de trefilação, ocorre o encruamento do material. A deformação plástica provocada cria deslocações na estrutura cristalina que, ao interactuarem com as previamente existentes, oferecem resistência à sua propagação. Por esta razão, são necessárias tensões superiores para que a propagação das deslocações ocorra. Como consequência, a tensão de ruptura bem como a tensão de cedência aumentam, o que contribui para um aumento da resistência mecânica geral do fio.
A área de redução da seção transversal de fios finos varia entre 15 e 25% e fios grossos entre 20 e 45%. É importante que a tarraxa gire eventualmente deixando o fio deslizar com menos resistência a uma velocidade constante com o objetivo de não deixar que o fio agarre, o que poderia enfraquecer ou até mesmo quebrar o fio.
A velocidade em que o fio deve ser trefilado varia de acordo com o material e a dimensão da redução. O fato de 'puxar' o material sem aquecimento prévio, exige maior força da máquina. Logo, pode causar exaustão antecipada do equipamento e fadigas no metal. Pra diminuir os efeitos da exaustão, existe a lubrificação. Além de garantir mais durabilidade para as tarraxas, a lubrificação faz com que o acabamento da trefilagem fique melhor. A seguir, alguns tipos de lubrificação:
- Trefilação úmida: as fieiras e o fio ficam completamente imersos no lubrificante.
- Trefilação seca: o fio ou barra passa entre um reservatório de lubrificante em pó normalmente à base de cálcio ou sódio que é arrastado pelo fio ou barra para dentro da fieira, promovendo sua lubrificação durante a trefilação.
- Cobertura metálica: o fio é coberto com uma camada de metal que funciona como um lubrificante sólido.
- Vibração ultrassônica: as fieiras e os mandris, ou carcaças de aço, são vibradas, o que ajuda a reduzir os esforços mecânicos e permitir maiores reduções por passada.

Existem vários tipos de lubrificantes. Um dos métodos é mergulhar o fio numa solução de Sulfato de cobre (II) fazendo com que uma camada de cobre fique depositada formando uma espécie de lubrificante. Em alguns tipos de fio, o cobre continua envolvendo o fio prevenindo contra oxidação ou então para permitir uma boa separação dos fios.

### Trefilação a Quente
Essa trefilação aplica-se a metais com estrutura cristalina CCC (Cúbico de Corpo Centrado) e raramente em metais com estrutura HC (Hexagonal Compacto). Por esses metais serem pouco maleáveis, é necessário aquecê-los até uma temperatura adequada em que obterão empacotamento igual às redes CFC, para poderem, então, serem trefilados. Após resfriamento recuperam sua característica original.

### Fieiras para a trefilagem
As fieiras, ou trefilas, utilizadas na trefilação são compostas de uma carcaça de aço e um núcleo feito de material bastante duro. O núcleo é geralmente feito de Carbeto de tungstênio ou diamante industrial. O diamante sintético, ou industrial, é usado geralmente nas etapas iniciais de trefilagem enquanto que as fieiras feitas de diamante natural são utilizadas nas etapas finais. Para trefilar fios muito finos um cristal simples de diamante é utilizado.

## Produtos
Os principais produtos são fios e barras, apesar de estas serem mais comumente produzidas com a Extrusão.

## Defeitos nas peças trefiladas
O processo de Trefilação é um processo que não origina maiores problemas nas peças produzidas.
A maioria dos defeitos é oriunda de desgaste nas fieiras, decapagem mal feita ou de aplicação de velocidades de tração associadas a índices de redução inadequados.
No primeiro caso, o desgaste da fieira faz com que a peça fique fora de
“bitola”, fora de esquadro ou ovalizada. Neste caso, a ferramenta desgastada deverá ser substituída por outra em perfeitas condições de uso. Importante salientar que a fieira desgastada poderá ser recalibrada para uma dimensão superior a sua atual, geralmente através de um processo de eletroerosão.
No segundo caso, quando a decapagem não é feita corretamente, partes da
“carepa” da laminação ou partículas depositadas na superfície do material poderão depositar-se na fieira, o que ocasionará uma obstrução parcial da mesma, o que gerará riscos superficiais na peça trefilada.
Por fim, quando se aplica velocidade de tração inadequada associada a grandes índices de redução por passe, podem ser geradas diferenças de velocidade entre a periferia e o núcleo da peça trefilada. Esta diferença de velocidade, ocasionada principalmente pelo atrito entre a superfície da peça e a fieira, geram pequenas fissuras internas na peça, chamadas de “ruptura central” ou
“chevrons”. A ruptura central é indetectável a olho nu, o que gera um grave problema considerando-se a utilização que a peça pode ter no mercado consumidor. Podemos erradicar a geração deste defeito controlando rigorosamente os parâmetros de Trefilação e utilizando lubrificantes adequados no processo diminuindo, assim, o atrito entre a peça e a fieira.